# 横浜国立大学教育学部附属鎌倉小学校
横浜国立大学教育学部附属鎌倉小学校（よこはまこくりつだいがくきょういくがくぶふぞくかまくらしょうがっこう）は、横浜国立大学教育学部附属の小学校の一つで神奈川県鎌倉市雪ノ下に位置する。横浜国立大学教育学部附属鎌倉中学校と同一敷地内に所在する。

## 沿革
- 1892年（明治25年）3月 神奈川県尋常師範学校が横浜から鎌倉に移転し、町立鎌倉小学校を附属小学校に代用する。
- 1904年（明治37年）4月 神奈川県立師範学校附属小学校となる。
- 1908年（明治41年）2月 笹りんどうの徽章を制定する。
- 1911年（明治44年）5月 附属小学校の校舎が完成する。
- 1923年（大正12年）9月 関東大震災により全校舎が倒壊する。
- 1926年（大正15年）2月 附属小学校新校舎が完成する。
- 1943年（昭和18年）4月:神奈川県師範学校が文部省直轄の専門学校に昇格し、神奈川師範学校男子部附属小学校となる。
- 1947年（昭和22年）4月 神奈川師範学校附属中学校が開校する。
- 1948年（昭和23年）4月 PTAが発足する。
- 1949年（昭和24年）5月 法律第150号国立学校設置法が公布され、神奈川師範学校は横浜経済専門学校、横浜工業専門学校、神奈川青年師範学校とともに横浜国立大学として包括されてその学芸学校となり、小学校は「横浜国立大学学芸学部神奈川師範学校男子部附属小学校」、中学校は「横浜国立大学学芸学部神奈川師範学校男子部附属中学校」とそれぞれ改称する。6月1日を開校記念日とする。
- 1951年（昭和26年）3月 法律第84号国立学校設置法の一部を改正する法律によって包括された「神奈川師範学校」は、横浜経済専門学校、横浜工業専門学校、神奈川青年師範学校とともに廃止される。
  - 4月 文部省令第19号国立学校設置法施行規則一部改正により附属学校の名称が改められ、「横浜国立大学学芸学部附属鎌倉小学校」「横浜国立大学学芸学部附属鎌倉中学校」となる。
- 1957年（昭和32年）3月 学園の歌「山のすがた」を制定する。
- 1966年（昭和41年）4月 法律第84号国立学校設置法の一部を改正する法律により附属学校の名称が改められ、「横浜国立大学教育学部附属小学校」「横浜国立大学教育学部附属中学校」となる。
  - 10月 校舎新築起工式を催す。
- 1968年（昭和43年） 附属小中学校校舎が新築完成する。(現校舎)
- 1997年（平成9年）10月 学部名称変更に伴い、「横浜国立大学教育人間科学部附属小学校」「横浜国立大学教育人間科学部附属中学校」となる。
- 2004年（平成16年）4月 国立大学法人となる。
- 2012年（平成24年）4月 ユネスコスクールに認定される。
- 2017年（平成29年）4月 学部名称変更に伴い、「横浜国立大学教育学部附属小学校」「横浜国立大学教育学部附属鎌倉中学校」となる。

## 特色
- 教育研究校として「教育UPセミナー」を開催している。
- 横浜国大学生が教育実習や研究や演習など教育活動に関わる。
- 附属鎌倉中学校とともに鶴岡八幡宮に隣接し、校舎外観は景観に配慮している。
- 鎌倉時代の将軍御所（大倉幕府）跡地に一部立地し、暗渠化した西御門川が南北に流れる校舎と校庭の間は、御所の西端部にあたる（大倉幕府跡・大倉幕府周辺遺跡群）[1][2][3]。
- 特別教室棟は回廊を模した設計で、ベランダで教室をつなぐ。
- JR横須賀線鎌倉駅から徒歩約15 - 20分で、段葛と鶴岡八幡宮境内が通学路[要出典]となっている。
- 低学年から学校や校外で宿泊学習がある。
- 三大学校行事として、運動会、鎌倉芸術館で音楽会、学習発表「鎌小live 」を催す。
- 卒業式「四方の山々霞みつつ～」で始まる「卒業式の歌」（作詞 黒岩 胤 作曲 佐々木すぐる）を歌う。附属鎌倉中学校も同じ。

## 著名な出身者
- 吉井勇
- 江川宇礼雄
- 青柳信雄
- 国木田虎雄
- 岡田時彦（高橋英一）
- 奥井一満
- 高橋克徳
- 水野文也
- 今井慎太郎
- 内山圭
- 池内友次郎
- 浜田宏一
- 榊原英資
- 白石康次郎
- 眞野あずさ